# Eiffage Métal
 (août 2018).
Améliorez-le ou discutez des points à vérifier. 
Eiffage Métal, anciennement Eiffel Constructions Métalliques, est une société française de constructions métalliques, spécialisée dans les ouvrages en acier. Elle fait partie de la branche Infrastructures du groupe Eiffage.
Son siège social est situé en région parisienne et elle possède des antennes en France et dans plusieurs pays d'Europe. Elle possède ses propres outils de productions dans plusieurs pays européens : en France (Lauterbourg, Fos-sur-Mer, Le Havre, Cuincy), en Allemagne (Hanovre), en Belgique (Arendonk, Baelen, Hoboken), en Pologne (Zary) et en Espagne (Albacate).

## Histoire

### Dates-clés

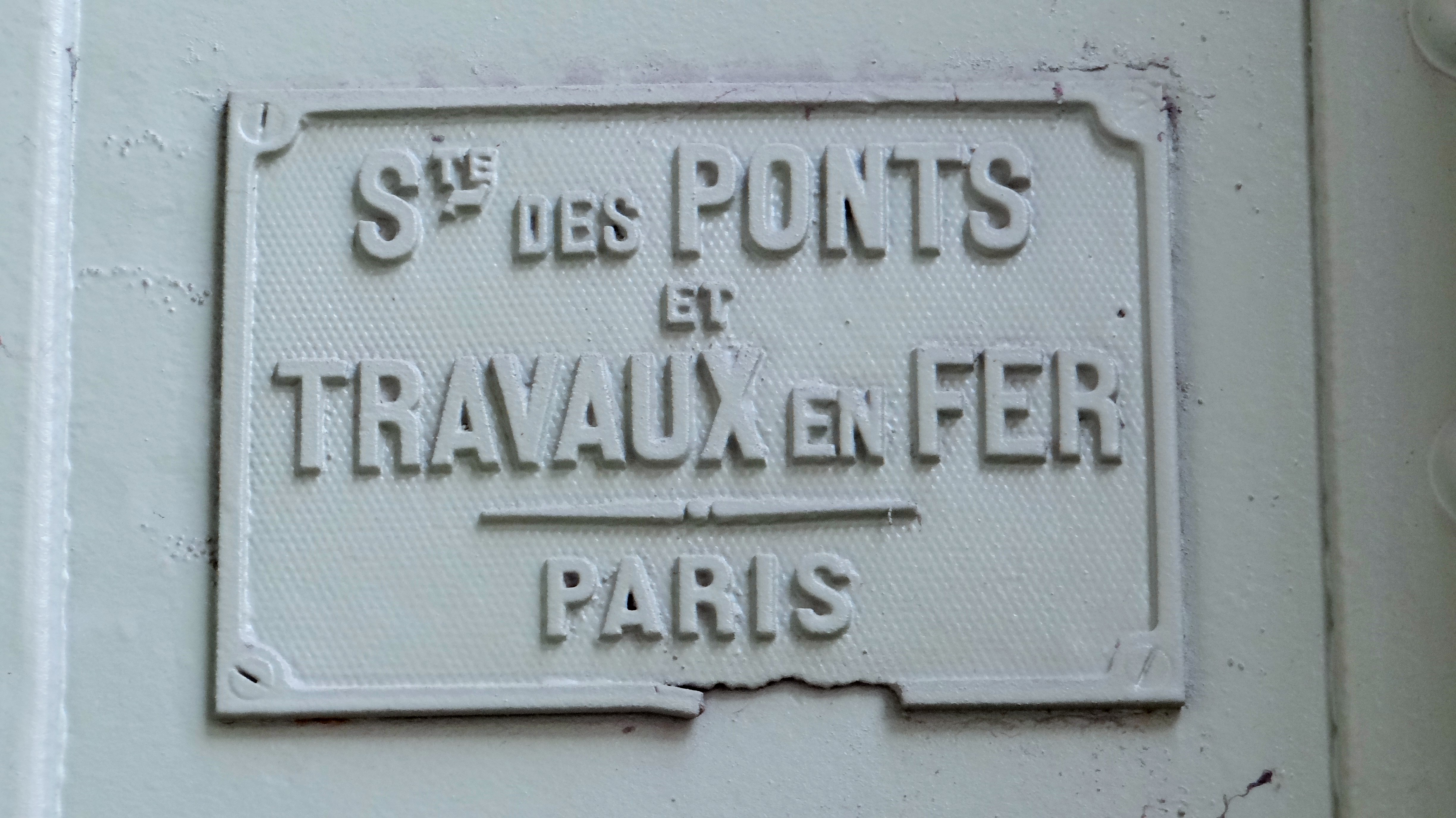
Plaque constructeur, Grand Palais (Paris)

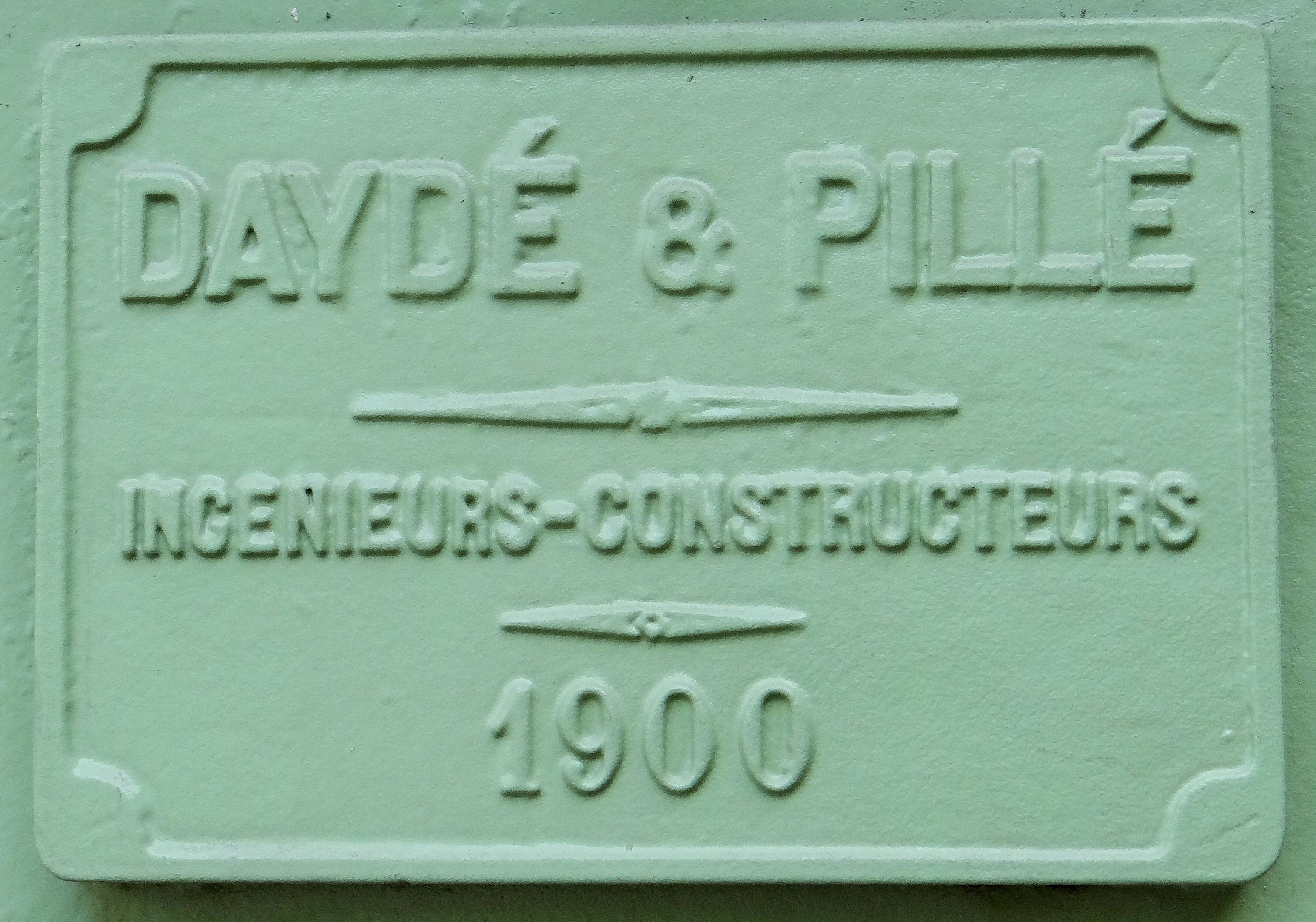
Plaque constructeur, Grand Palais (Paris)

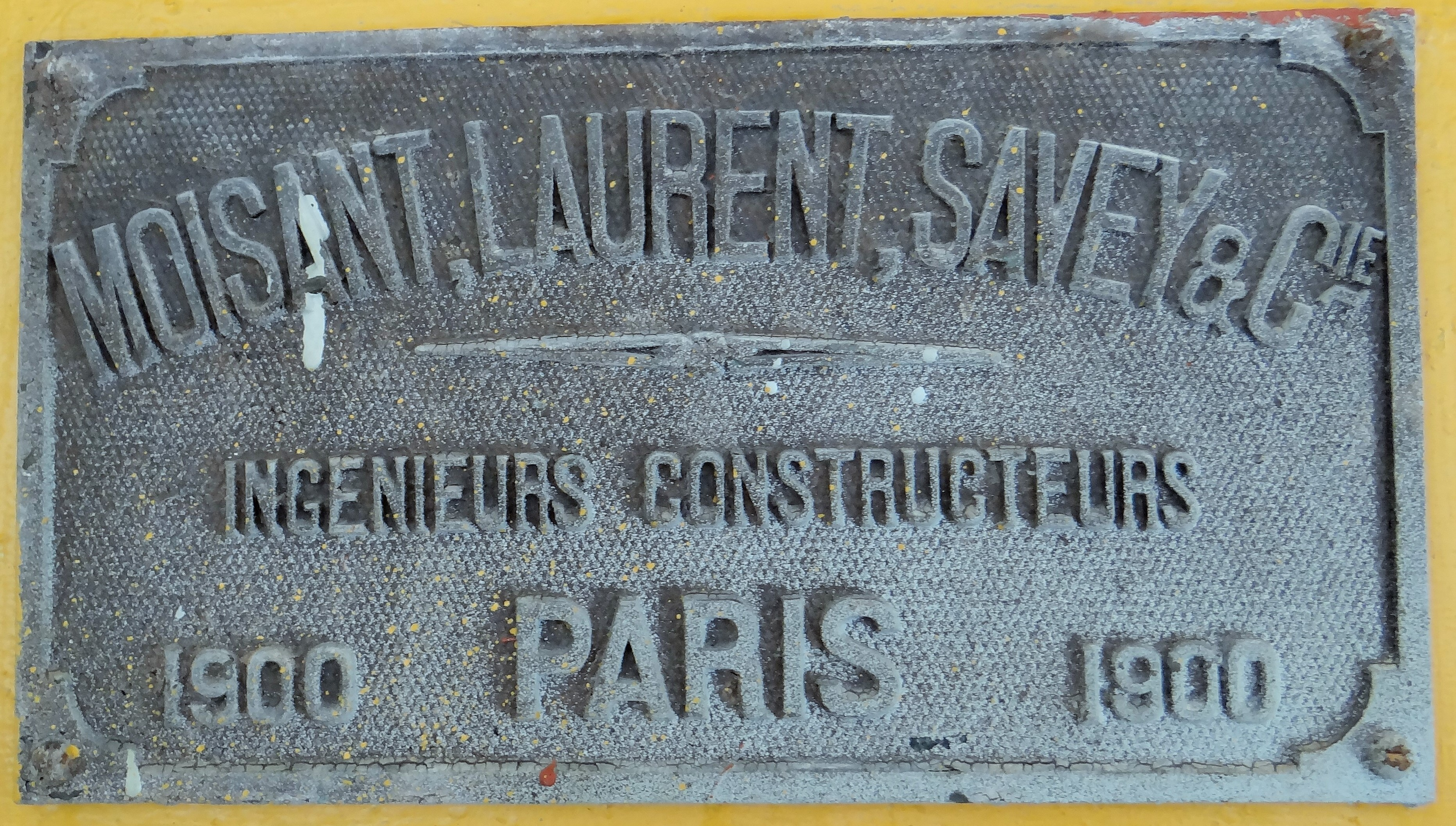
Plaque constructeur, Grand Palais (Paris)

Eiffage Métal est le produit de la fusion progressive de plusieurs entreprises. Le cœur historique de la société provient de six entreprises créées au XIXe siècle :
- 1857 - Fondation des Établissements Baudet Donon et Cie
  - 1910 - Établissements Jules Roussel
  - 1921 - Établissements Baudet, Donon et Roussel
  - 1960 - Fusion avec la Société des anciens Établissements Eiffel

- 1855 - Fondation des Entreprises Pierre Hubert, à Nantes.
  - 1896 - Entreprises Hubert et Dubois
  - 1926 - Ancien Établissements Léon Dubois
  - 1934 Société des entreprises métropolitaines et coloniales (EMC)
  - 1959 - Compagnie française d'entreprises (CFE), Département industriel : Fusion avec la Société des entreprises métropolitaines et coloniales.

- 1857 - Fondation de la Société H. Joret.
  - 1882 - Société des ponts et travaux en fer.
  - 1937 - Constructions métalliques de la vallée de l'Orne (COVALOR).
  - 1965 - Société des ponts et travaux en fer.

- 1858 - Fondation des Établissements Le Brun.
  - 1877 - Établissements Le Brun & Daydé,
  - 1880 - Établissements Le Brun, Pillé & Daydé,
  - 1882 - Établissements Daydé & Pillé,
  - 1905 - Établissements Daydé, dont les ateliers sont situés à Creil,
  - 1964 - Fusion avec Eiffel Baudet Roussel constructions métalliques.

- 1866 - Fondation des Ateliers Armand Moisant
  - 1880 - Société Moisant Laurent Savey et Cie,
  - 1902 - Société des Ateliers Moisant Laurent Savey,
  - 1959 - Fusion avec la Société des entreprises métropolitaines et coloniales.

- 1866 - Fondation de l'Atelier de constructions de Gustave Eiffel.
  - 1900 - Société de construction de Levallois
  - 1926 - Société des anciens établissements Eiffel
  - 1960 - Eiffel Baudet-Roussel constructions métalliques
  - 1964 - Compagnie des Travaux Métalliques.

### CFEM puis Eiffel Constructions Métalliques
En 1966, la Compagnie Française d'Entreprises Métalliques (CFEM) est créée par suite de la fusion de la Compagnie des Travaux Métalliques, de la Compagnie Française d'Entreprises (CFE) et de la société des ponts et travaux en fer.
En 1989, la CFEM devient Eiffel Constructions Métalliques, en référence à son histoire puisqu'elle est le résultat de la fusion en 1966 de plusieurs sociétés prestigieuses de construction, dont celle des ateliers fondés par l'ingénieur Gustave Eiffel.
En 1990, Eiffel intègre le groupe SAE. La même année, elle acquiert SOMDEL. 
En 1992, lors de la création du Groupe Eiffage à la suite du rachat de SAE par Fougerolle, Eiffel Constructions Métalliques devient une filiale du groupe Eiffage, 5e groupe européen de BTP. En 1994, Eiffel acquiert Munch, puis Goyer en 2005, KSH et Eiffel Steelworks Limited en 2007. Enfin en 2008, Eiffel acquiert onze sociétés spécialisées de maintenance industrielle.

### Eiffage Constructions Métalliques
En 2011, Eiffel Constructions Métalliques change de nom, et devient Eiffage Construction Métallique, après une procédure judiciaire entamée en 2006.
En juin 2015, Eiffage annonce une restructuration de son activité dans la construction métallique avec plus de 200 suppressions de postes en France et la fermeture de deux usines. Le 27 août 2015, Pierre Berger, le PDG d'Eiffage, confirme la fermeture de 3 sites de construction métallique en France : Maizières-les-Metz (Moselle), Etupes (Doubs), et Martot (Eure). Plus de 250 postes seront supprimés sur ces 3 sites. Parallèlement, la marge opérationnelle augmente et les résultats du groupe progressent. La même année, Eiffage regroupe ses métiers au sein de sa nouvelle branche Infrastructures . Eiffage Constructions Métalliques devient Eiffage Métal.

## Activité
La production d'Eiffage Métal est répartie en 3 activités :
Une activité Enveloppe et façades qui réalise des structures métalliques et leurs enveloppes (métal ou verre). Son activité s’étend également à la réhabilitation de structures métalliques, de verrières et d’ouvrages d’art. Parmi leurs projets :
- les voiles de la Fondation d'entreprise Louis Vuitton ;
- la pyramide du Louvre ;
- le musée du quai Branly ;
- la passerelle Simone-de-Beauvoir ;
- le Grand Stade Lille Métropole.

Une activité Ouvrages d'art qui réalise des ponts, passerelles et des viaducs. Elle a réalisé notamment :
- le viaduc de Millau ;
- le pont ferroviaire de Bordeaux ;
- le viaduc de la Grande Ravine à La Réunion.

Une activité Industrie présente dans les secteurs suivants :
- Eolien onshore/offshore - Eiffage Métal propose ainsi ses services allant de la simple construction d’éléments métalliques destinés aux champs offshore et onshore jusqu'aux contrats clés en main regroupant conception, fabrication et installation de sous-ensembles complexes tels que :
  - Mâts d’éoliennes onshore et offshore
  - Fondations d’éoliennes offshore : monopile et pièce de transition, jacket, tripode, flotteur
  - Postes de transformation haute tension offshore clés en main
  - Fondations d’hydroliennes
- Oil & Gas onshore/offshore - Eiffage Métal est une « entreprise générale » pour la construction de plates-formes pétrolières et gazières offshore ainsi que pour des installations de transport et de stockage de gaz. Elle a signé plus de 200 contrats type EPCIC (ingénierie - achats - construction - installation - mise en service) dans le secteur de la construction en mer pour l’industrie parapétrolière depuis 1975 y compris en incluant des fabrications locales (local content)  comme au Nigéria pour le projet OFON :
  - Jackets
  - Quartiers d’habitation
- Industrie nucléaire. Eiffage Metal intervient dans le secteur du nucléaire depuis la création du parc français. L’entreprise a été l’une des premières à participer à la construction du parc chinois. Elle accompagne aujourd’hui la réalisation des centrales de dernière génération. Eiffage Métal est concepteur-constructeur d’équipements et de structures spécifiques et assure leur maintenance. Elle fabrique également des emballages pour le transport et le stockage de combustibles usés et/ou de déchets vitrifiés dans son usine de Lauterbourg.
- Ouvrages hydrauliques et ponts mobiles
- Ponts roulants
- Tuyauterie industrielle
- Échangeurs et appareils à pression

## Implantations
En France, sa plus grosse usine est à Lauterbourg, situé au bord du Rhin. Elle est spécialisée dans les grands ponts et ouvrages d'art. L'accès direct à la voie fluviale qu'est le Rhin est un atout majeur de cette implantation.
Eiffage Métal possède plusieurs usines de taille plus réduite : une usine à Quievrechain près de Valenciennes, un atelier près du Havre. Enfin, Eiffage Métal possède un yard à Fos-sur-Mer afin de réaliser n'importe quelle infrastructure offshore.
En Europe, Eiffage Métal est implanté par ses filiales dans plusieurs pays :
- SEH et Eiffel Deutschland Stahltechnologie à Hanovre en Allemagne ;
- Smulders Group en Belgique avec notamment un yard donnant sur le port d'Anvers et en Pologne ;
- Eiffel Iberica en Espagne spécialisé dans les éoliennes.

## Liste des réalisations
- 1867 - Galerie des machines de l'exposition universelle de Paris - Gare de Nice-Ville (Alpes-Maritimes).
- 1868 - Passerelle du parc des Buttes-Chaumont à Paris.
- 1869 - Viaduc de Neuvial (Allier) - Viaduc de Rouzat (Allier).
- 1873 - Viaduc de Thouars (Deux-Sèvres).
- 1877 - Gare de l'Ouest à Budapest en Hongrie - Pont Maria Pia au Portugal - Passerelle à Gérone en Espagne.
- 1878 - Statue de la Liberté à New York - Pont Eiffel (Viana do Castelo) au Portugal
- 1879 - Pont de Chézeau (Vienne)
- 1881 - Au Portugal : Pont de Cris - Pont de Dão[5] - Pont de Meglioso[réf. nécessaire] - Pont de Mortágua[6] - Pont de Trezói[7] - Pont de Verzeas ou de Luso[8]
- 1883 - Siège central du Crédit lyonnais à Paris - Pont routier de Szégedin en Hongrie
- 1884 - Viaduc de Garabit (Cantal) - Viaduc de la Tardes (Creuse)
- 1886 - Coupole de l'observatoire de Nice (Alpes-Maritimes)
- 1887 - Pont pour tramway sur le Roubion à Montélimar (Drôme)
- 1888 - Pont du Louet[pourquoi ?] (Maine-et-Loire) - Pont Colbert à Dieppe (Seine-Maritime)
- 1889 - Tour Eiffel à Paris - Viaduc de la Souleuvre (Calvados)
- 1890 - Pont Saint-Michel (Toulouse) par Daydé et Pillé
- 1893 - Gare de Marseille-Saint-Charles (Bouches-du-Rhône)
- 1894 - Musée Galliera à Paris - Viaduc de Venaco Vivario (Corse) - Passerelle de Bry (Val-de-Marne) - Pont des Arches (Alpes-de-Haute-Provence)
- 1896 - maçonneries du pont-canal de Briare (Loiret) - Pont Mirabeau à Paris
- 1898 - verrière de la gare de Bordeaux-Saint-Jean (Gironde)- Pont des Lombardières (Maine-et-Loire) - Gare de Tours
- 1900 - Grand Palais à Paris - Passerelle Debilly à Paris - Musée d'Orsay à Paris.
- 1902 - Gare de Lyon à Paris - Pont de Pouilly-sur-Loire (Nièvre)
- 1903 - Gare de Toulouse-Matabiau - Viaduc de la ligne no 2 du métro parisien - Pont des Bordeaux (Val-de-Marne) - Pont Long Biên d'Hanoi, Viêt Nam
- 1904 - Viaduc d'Austerlitz à Paris
- 1905 - Pont de Bir-Hakeim à Paris - Ouvrage de franchissement de la place des martyrs juifs du Vel d'Hiv à Paris - Viaduc du quai de la Rapée à Paris
- 1911 - Pont de La Roche-Bernard (Morbihan)
- 1914 - Pont Notre-Dame à Paris
- 1915 - Pont de Caronte (Bouches-du-Rhône)
- 1917 - Pont levant de La Seyne-sur-Mer (Var) par Daydé et Pillé
- 1923 - Ponts ferroviaires du boulevard de Bercy à Paris
- 1925 - Pont de Pirmil (Loire-Atlantique)
- 1928 - Pont Daydé (parfois appelé pont Renault) (Hauts-de-Seine)
- 1931 - Viaduc d'accès au môle d'escale du port de La Rochelle (Charente-Maritime)
- 1932 - Pont de Cacor[9] (Tarn-et-Garonne) par Daydé et Pillé
- 1936 - Pont d'Ourscamps (Val-d'Oise)
- 1942 - Pont de Neuilly (Hauts-de-Seine) - Pont de la RN6 à Pont-sur-Yonne (Yonne)
- 1947 - Pont Eiffel (Yvelines) - Reconstruction du pont de Cubzac (Gironde)
- 1948 - Pont de Missy-sur-Aisne (Aisne)
- 1952 - Pont Pierre-Corneille à Rouen (Seine-Maritime)
- 1954 - Pont de Pont-de-l'Arche[Quoi ?] (Eure)
- 1959 - Pont de Tancarville (Seine-Maritime)- Palais des sports de Paris (Portes de Versailles)
- 1963 - Maison de la Radio à Paris
- 1965 - Tour Nobel à la Défense (Hauts-de-Seine) - Radiotélescope Décimétrique (Cher)
- 1968 - Passerelle de Hem-Lenglet (Nord) - Pont de Grenelle à Paris
- 1970 - Pont Masséna à Paris - Pont Guillaume-le-Conquérant à Rouen (Seine-Maritime) - Pont de Chaumont-sur-Loire (Loir-et-Cher)
- 1971 - Aérogare Orly Ouest (Val-de-Marne) - Pont de l'écluse François Ier au Havre (Seine-Maritime)
- 1972 - Viaduc de Martigues (Bouches-du-Rhône)
- 1973 - Tour Montparnasse (Paris)
- 1974 - Pont de l'Alma (Paris) - Pont de Saint-Nazaire Saint-Brévin (Loire-Atlantique)
- 1978 - Pont de Neuwied en Allemagne
- 1979 - Pont Mathilde à Rouen (Seine-Maritime)
- 1980 - Pont basculant de Bizerte en Tunisie
- 1983 - Basilique de Yamoussoukro
- 1984 - Restructuration de la tour Eiffel (Paris)
- 1986 - Serres bioclimatiques de la Cité des sciences et de l'industrie (Paris)
- 1987 - Viaduc de la Chiers (Meurthe-et-Moselle)
- 1988 - Pyramide du Louvre (Paris)
- 1989 - Ascenseurs extérieurs de l'Arche de la Défense (Hauts-de-Seine)
- 1991 - Pont Chateaubriand (Côtes-d'Armor)
- 1992 - Serres du Parc André-Citroën (Paris)
- 1992 - Zénith de Nancy (Meurthe-et-Moselle)
- 1993 - Pyramide inversée du Louvre (Paris) - Aéroport d'Ōsaka au Japon
- 1994 - Gare de Lyon-Saint-Exupéry TGV (Rhône) - Grande Bibliothèque de France (Paris)
- 1996 - Marché Saint-Honoré (Paris)
- 1998 - National Maritime Museum (Londres) au Royaume-Uni
- 1999 - Alfred Lerner Hall de l'Université Columbia (New York) - Gare de Paddington (Londres) - Satellite 2A de l'aéroport Charles de Gaulle (Paris) - Passerelle Solférino(Paris)
- 2000 - Gare d'Aix-en-Provence TGV (Bouches-du-Rhône) - Notre Dame de la treille (Nord) - Grimaldi Forum à Monaco
- 2002 - Canary Wharf (Londres) - Palais royal El Pardo (Madrid) - Aéroport de Bâle-Mulhouse (Haut-Rhin) - Flughafenbrücke en Allemagne
- 2004 - Viaduc de Millau (Aveyron) - Réhabilitation du Grand Palais (Paris) - Aérogare 2E de Roissy Charles de Gaulle (Paris)
- 2005 - Pont de Richemont (Moselle) - Pont de Reynès (Pyrénées-Orientales) - Pont des Docks au Havre (Seine-Maritime)
- 2006 - Passerelle Simone-de-Beauvoir (Paris) - Musée du Quai Branly (Paris) - Ouvrage de décharge de la Moselle (Meurthe-et-Moselle) - Réhabilitation des ascenseurs à bateaux du Canal du Centre en Belgique
- 2007 - Pont Gustave-Flaubert (Seine-Maritime) - Passerelle de Limerick en Irlande - Pont de la Ravine de la Saline (Île de la Réunion 974) - Gare d'Ebbsfleet International et Gare internationale de Stratford (Londres )
- 2008 - Pont ferroviaire sur la Garonne (Gironde) - Docks de Paris
- 2009 - Viaduc de la Grande Ravine (Île de la Réunion)
- 2010 - Viaduc de la Savoureuse (Territoire de Belfort) - Pont polaire de l'EPR de Olkiluoto en Finlande
- 2011 - Aéroport de Berlin-Schönefeld en Allemagne  - Grand stade Lille Métropole - Satellite S4 de l'aéroport Charles de Gaulle (Paris) - Rénovation du Pont Faidherbe au Sénégal
- 2014 - Fondation d'entreprise Louis Vuitton (Paris)
- 2015 - Gare Rosa-Parks (Paris)
- 2017 - Pont Hochmosel - Campus Michelin (Clermont) - Lafayette Anticipations - Fondation d'entreprise Galeries Lafayette (Paris)
- 2018 - Siège du Monde (Paris) - Ariane 6 (Guyane) - Parc des expositions et Centre de conventions de Toulouse Métropole - Luma Arles

## Galerie

Pyramide du Louvre
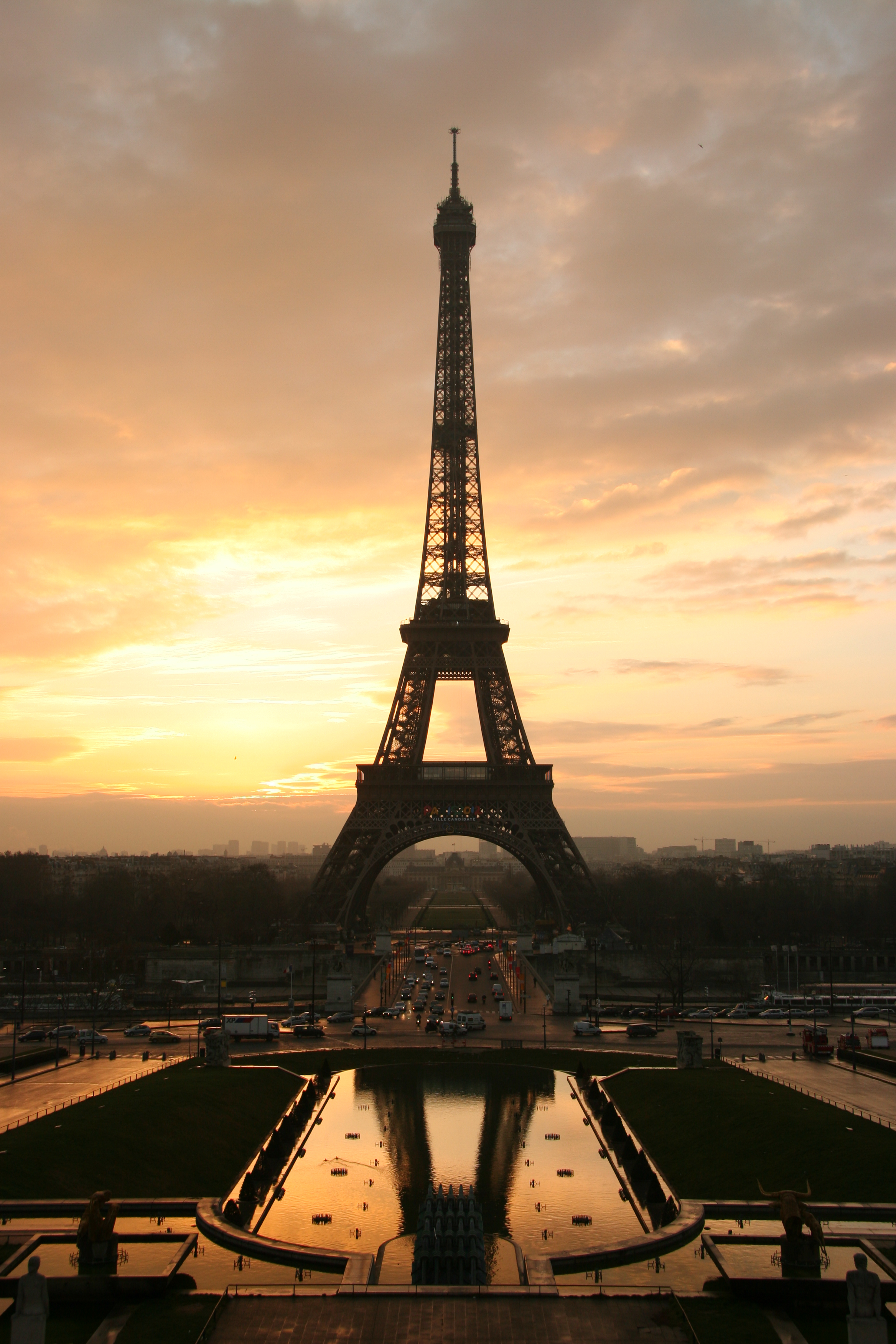
Tour Eiffel
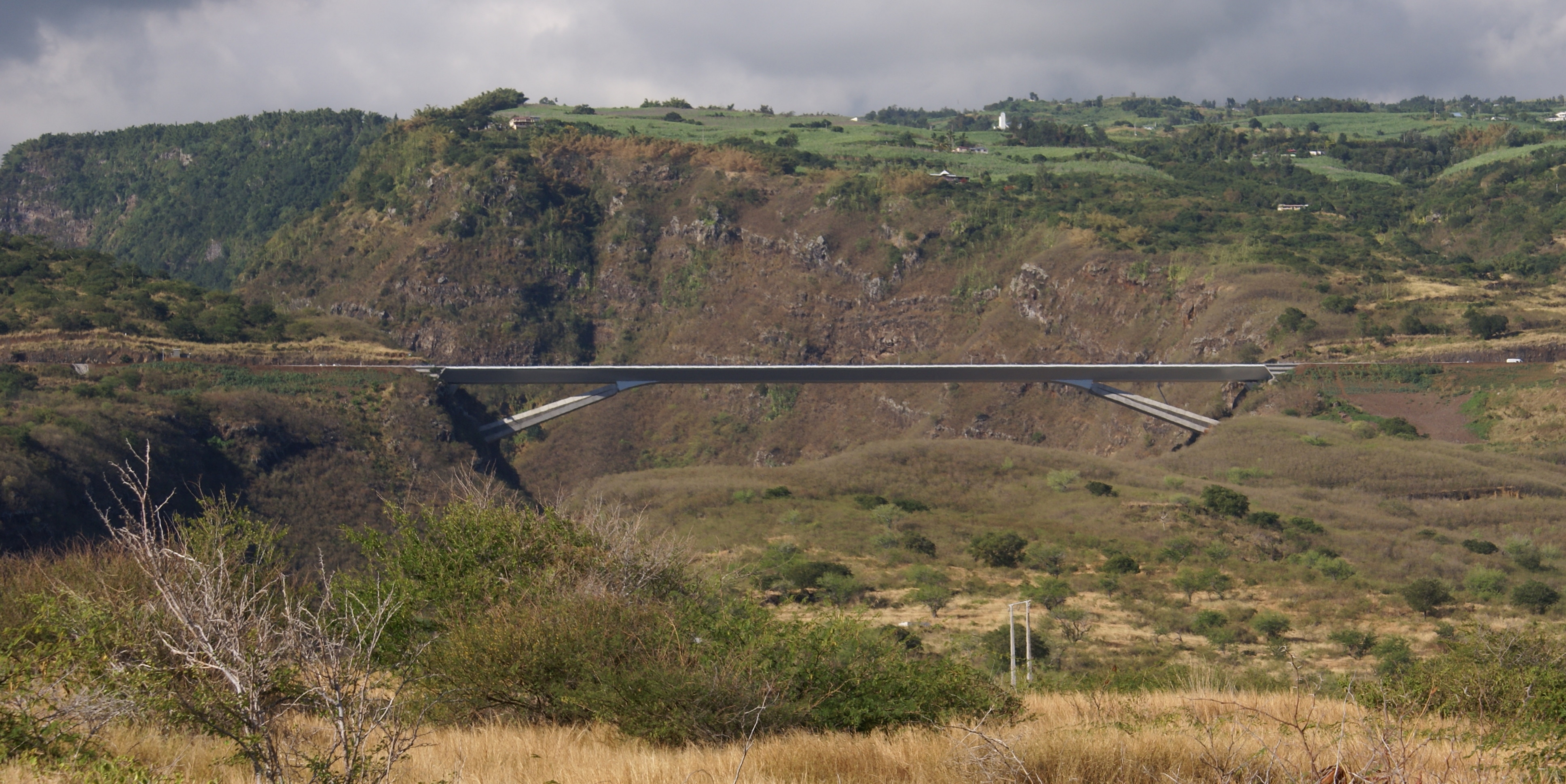
Viaduc de la Grande Ravine
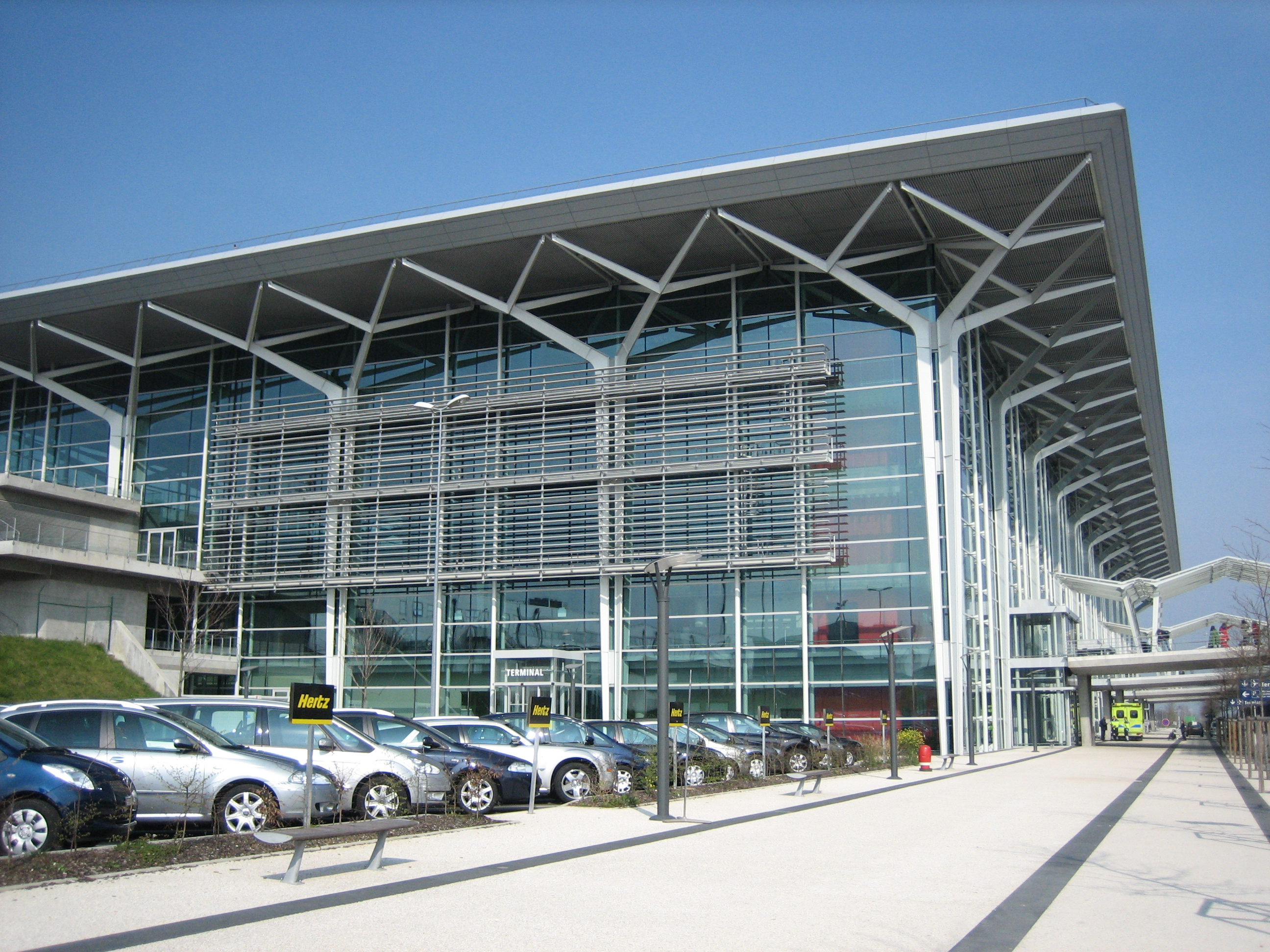
Aéroport de Bâle-Mulhouse
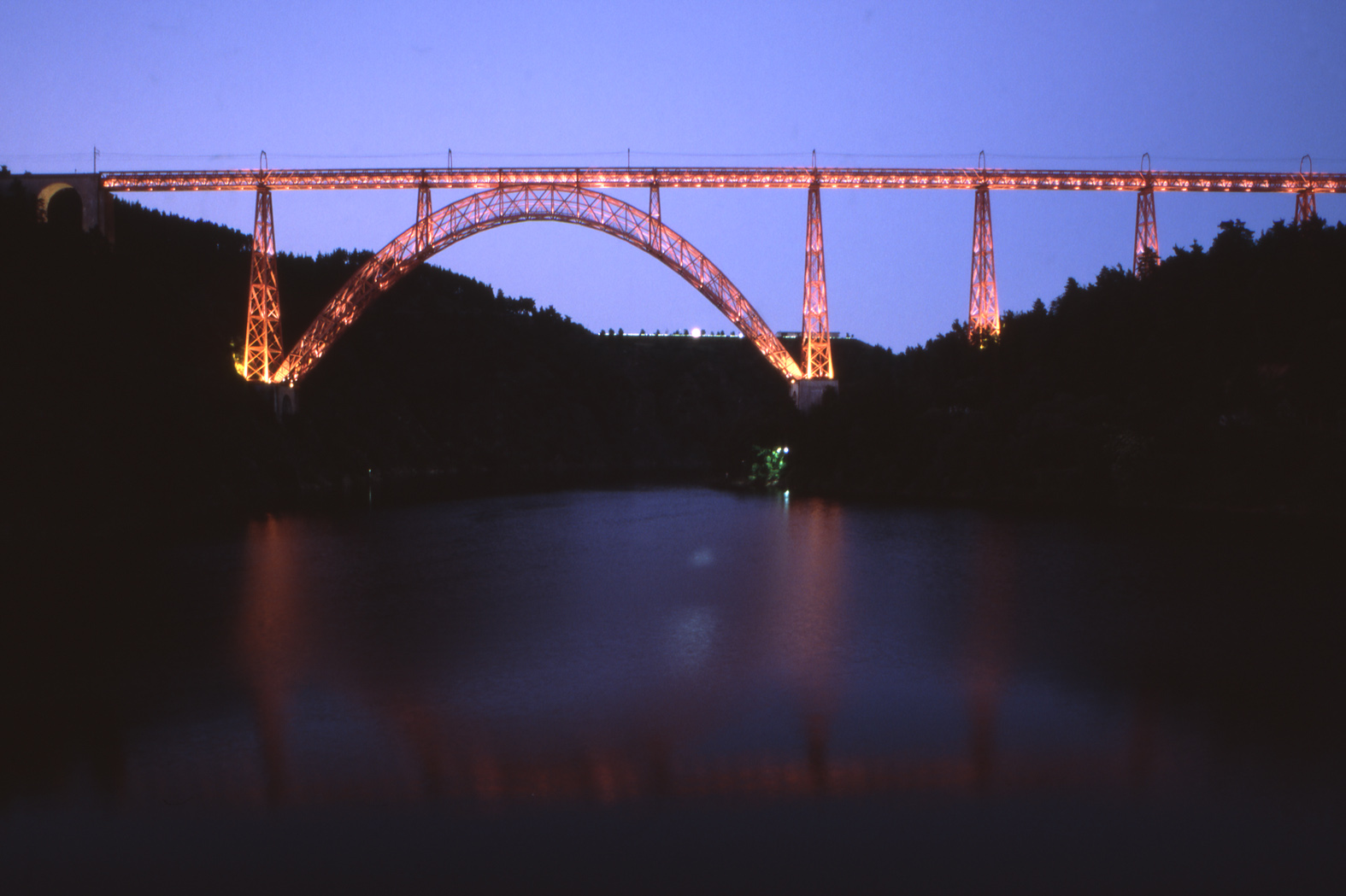
Viaduc de Garabit
Statue de la Liberté
Fondation d'entreprise Louis Vuitton
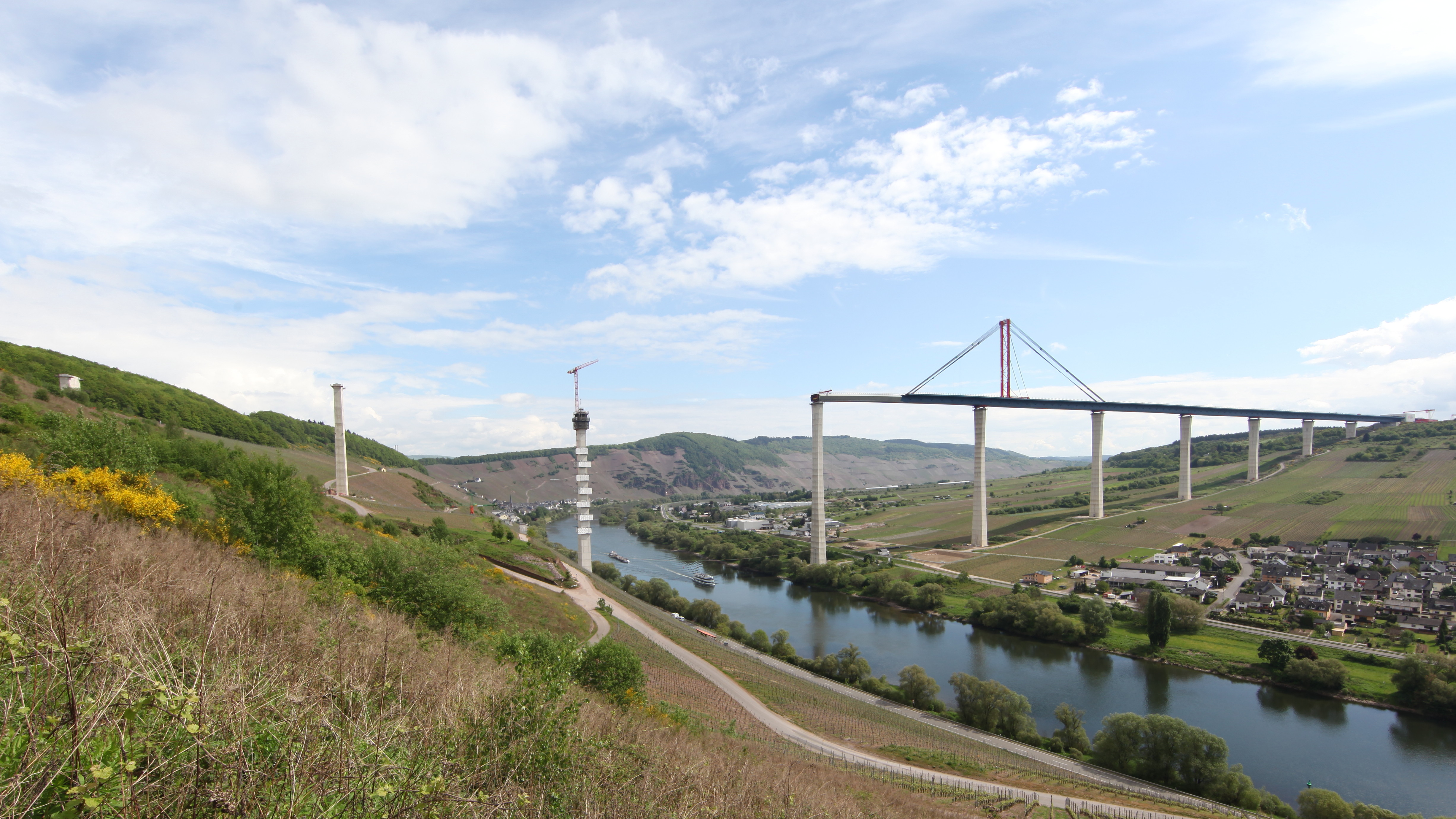
Pont Hochmosel